# Hydrophylax bahuvistara
Hydrophylax bahuvistara é uma espécie de anfíbio gimnofiono da família Ranidae. Está presente na Índia. A UICN classificou-a como vulnerável.